# Sosigen
Sosigen (tudi Sosigenes) [sosigén/sosigénes] (starogrško Σωσιγένης ὁ Αλεξανδρεύς: Sosigénes hó Aleksandreŭs), starogrški astronom in matematik, * okoli 90 pr. n. št., † okoli 20 pr. n. št.

## Življenje in delo
Za časa vladavine Ptolemaja III. Evergeta I. je Eratosten poskušal uvesti leto s 365,25 dneva, kar pa nazadnjaška egipčanska družba ni sprejela. Z Rimljani je prišla nova priložnost. Rimski Lunin koledar je bil v popolnem neredu, ker so ga duhovniki, ki so bili zanj odgovorni, uporabljali za politične namene. Po svoji volji so prirejali čas. V Rimu pa ni bilo nobenega pravega astronoma. Zato je bila prava sreča, da je bilo v Kleopatrinem spremstvu nekaj učenjakov
Muzeona, med njimi pa tudi Sosigen. Že leto prej 45 pr. n. št. je Sosigen predlagal koledar z razporedom dnevov:
31 29(30) 31 30 31 30 31 30 31 30 31 30.
To ni julijanski koledar. Sedmi mesec njegovega koledarja je bil kvintilis, kar pomeni 'peti'. Prej so dodali januar in februar po koncu leta, pozneje pa na začetek. Tako je leta 46 pr. n. št. na Cezarjevo pobudo sodeloval pri prenovi grškega koledarja in uvedbi julijanskega. Njegova koledarska določba porazdelitve prestopnih let je enaka kot pri Kanopskem ediktu. Nekateri viri trdijo, da je avtor tega koledarja Aristarh že nekako 200 let prej, kar pa se zdi malo verjetno.
Odkril je spreminjanje navideznega premera Sonca, mogoče so za to vedeli že kaldejski astronomi. Trdil je, da kroži Merkur okoli Sonca. Napisal je nekaj neohranjenih astronomskih knjig. O njem je ohranjenih nekaj zapiskov Plinija starejšega.